# درباره الی
دربارهٔ اِلی فیلمی ایرانی ساختهٔ اصغر فرهادی و تهیه‌کنندگی مشترک اصغر فرهادی و سید محمود رضوی محصول سال ۱۳۸۷ ایران است. دربارهٔ الی پس از اکران و نمایش مورد ستایش منتقدان و مردم قرار گرفت. خرس نقره‌ای بهترین کارگردانی جشنواره بین‌المللی فیلم برلین ۲۰۰۹ به این فیلم اهدا شد. اصغر فرهادی در دربارهٔ الی از سبک رئالیسم پیروی کرد و باعث شد تا موج جدیدی در سینمای ایران رقم بخورد.

## داستان
چند نفر از همکلاسی‌های سابق دانشکده حقوق دانشگاه، از خانواده‌های طبقه متوسط ایران، به قصد تعطیلات سه‌روزه به دریای خزر سفر می‌کنند: سپیده به همراه همسرش امیر و دختر کوچکشان، شه‌رِه به همراه همسرش پیمان و دو فرزندشان از جمله پسرشان آرش، و نازی به همراه همسرش منوچهر. سپیده که برنامه‌ریز اصلی سفر است، معلم مهدکودک دخترش، الی را هم با خود می‌آورد تا او را به احمد، دوست مطلقه‌ای که از آلمان آمده، معرفی کند.
در ویلایی کنار دریا که سپیده رزرو کرده، مسئول آنجا به آن‌ها می‌گوید مالکان فردا برمی‌گردند و پیشنهاد می‌کند به جای آن، در ویلایی خالی و دورافتاده کنار ساحل بمانند. سپیده به زن پیر درباره رابطه بین الی و احمد دروغ می‌گوید و می‌گوید آن‌ها تازه عروس و داماد هستند و در ماه عسل‌اند.
الی کمی خجالتی است اما به تدریج به احمد علاقه‌مند می‌شود و او هم ظاهراً به او علاقه دارد. الی به مادرش زنگ می‌زند و دروغ می‌گوید که همراه همکارانش در یک مرکز ساحلی است و فردا طبق برنامه به تهران بازمی‌گردد. همچنین از مادرش می‌خواهد که این سفر را به کسی نگوید.
اما سپیده نمی‌خواهد الی برود و در زمان بیرون رفتن برای کاری، چمدان‌های او را پنهان می‌کند. یکی از مادران از الی می‌خواهد که مراقب بچه‌ها باشد که کنار دریا بازی می‌کنند. مدتی بعد، آرش در دریا پیدا می‌شود که غرق شده و الی در جایی نیست. آرش احیا می‌شود اما گروه نمی‌دانند آیا الی غرق شده یا به تهران رفته است. پلیس خبر داده می‌شود و گروه به دنبال الی می‌گردند. هر کس دیگری را در بروز این اتفاقات و حضور الی در سفر مقصر می‌داند.
اما ماجرا آن‌طور که به نظر می‌رسد نیست، چون مشخص می‌شود سپیده دروغ گفته و می‌دانسته الی نامزد مردی به نام علیرضا است. از آنجا که الی نمی‌خواست با علیرضا ازدواج کند، سپیده اصرار داشته الی همراهشان به سفر بیاید تا احمد را ملاقات کند. الی اول دعوت را رد کرده، چون نامزد داشته، اما تحت فشار سپیده پذیرفته است. علیرضا می‌رسد و به احمد حمله می‌کند و از سپیده می‌پرسد آیا الی دعوتش برای سفر را رد کرده بود یا نه. سپیده که می‌خواهد آبرو و عزت الی را حفظ کند، ابتدا قصد دارد حقیقت را بگوید اما وقتی بقیه که از علیرضا می‌ترسند فشار می‌آورند، دروغ می‌گوید و می‌گوید الی بی‌هیچ تردیدی دعوت را قبول کرده است.
جسد الی در آب پیدا می‌شود و علیرضا او را در سردخانه شناسایی میکند. 
فیلم " ماجرا "  ۱۹۶۰ اثر مایکل آنجلو آنتونیونی داستانی مشابه دارد که در پی‌گم شدن دختری از گروه در کنار دریا، به عواطف و احساسات بین افراد توجه می‌کند.

## بازیگران
| بازیگر          | نقش    |
| --------------- | ------ |
| ترانه علیدوستی  | الی    |
| گلشیفته فراهانی | سپیده  |
| شهاب حسینی      | احمد   |
| مانی حقیقی      | امیر   |
| مریلا زارعی     | شهره   |
| پیمان معادی     | پیمان  |
| احمد مهران‌فر    | منوچهر |
| رعنا آزادی‌ور    | نازی   |
| صابر ابر        | علیرضا |

## ایده ساخت

### لوکیشن
اصغر فرهادی در یکی از مصاحبه‌هایش در این رابطه گفت: یکی از روزهای فیلم‌برداریِ دربارهٔ الی به کنار دریا رفتم و به آن خیره شدم و احساس کردم چیزی زیباتر از این وجود ندارد و این تصویر تکه‌ای از بهشت است. یکی دو تا از بچه‌های گروه عصر همان روز نزدیک بود در دریا غرق شوند. تمامی گروه وحشت‌زده شدیم و خوش‌بختانه به خیر گذشت. یک بار دیگر به کنار دریا رفتم و دیدم که همین تکه‌ای از بهشت می‌تواند بسیار وحشتناک باشد، وحشتناک‌ترین جای ممکن. خاصیت دریا چنین است که این دو وجه را در خودش دارد. فکر می‌کنم در طبیعت، این دریاست که بیشترین ظرفیت خیر و شر هم‌زمان را داراست.

## اکران ونمایش

### نمایش در ایران
دربارهٔ الی پیش از آغاز بیست و هفتمین جشنواره فیلم فجر، پیش از داوری هیئت انتخاب، به دلیل بازی گلشیفته فراهانی در آن توسط مقامات وزارت ارشاد از جشنواره کنار گذاشته شد. گلشیفته فراهانی پس از بازی در فیلم مجموعه دروغ‌ها و حضور در مراسم فرش قرمز نمایش فیلم بدون حجاب اسلامی، به‌طور غیررسمی ممنوع‌التصویر دانسته می‌شد. سرانجام، پس از رایزنی‌های نهادهای غیردولتی سینما و برخی داوران جشنواره و در پی درخواست مشاور امور هنری رئیس‌جمهور، محمود احمدی‌نژاد به وزیر ارشاد دستور حضور فیلم در جشنواره فیلم فجر را صادر کرد و با تصمیم هیئت انتخاب، به عنوان یکی از فیلم‌های بخش مسابقه برگزیده شد. دربارهٔ الی برای نخستین بار در ۱۹ بهمن ۱۳۸۷ در تهران نمایش داده شد. این اکران با استقبال زیادی رو به رو شد.
در حالی که فیلم از وزارت ارشاد پروانهٔ نمایش داشت و در برنامهٔ اکران نوروز قرار داشت و حتی با گروه سینمایی آفریقا قرارداد بسته بود به دلایل ناشناخته‌ای از اکران آن که قرار بود ۲۸ اسفند ۱۳۸۷ صورت گیرد، جلوگیری شد. شنیده می‌شد شخص معاون سینمایی دستور این اقدام را داده است.
در حالی که اکران‌های مردمی فیلم دربارهٔ الی در سینماهای تهران لغو شد که درگیری پلیس و دارندگان بلیت فیلم را در پی داشت.
این فیلم، سرانجام پس از پشت سر گذاشتن دشواری‌های فراوان، در تاریخ ۱۷ خرداد ۱۳۸۸ به‌طور گسترده در تهران و شهرستان‌ها اکران شد.

### نمایش در آلمان
فیلم دربارهٔ الی به بخش نهایی و مسابقه پنجاه و نهمین دوره جشنواره بین‌المللی فیلم برلین راه یافت. پیش از نخستین نمایش فیلم در این جشنواره، حضور بازیگران زن ایرانی، در مقابل سینمای «برلیناله پالاست» با لباس‌هایی که برگرفته از طرح‌های سنتی با رنگ‌های شاد بود، مورد توجه خبرنگاران و عکاسان خارجی قرار گرفت. سرانجام، این فیلم جایزه خرس نقره‌ای بهترین کارگردانی را نصیب اصغر فرهادی کرد.

### نمایش در فرانسه
دو روزنامه لوموند و لیبراسیون با چاپ تبلیغ فیلم دربارهٔ الی از برنامه نمایش آن در چند سینمای فرانسه خبر دادند.
بعد از اینکه طی سال‌های اخیر فروش فیلم‌های ایرانی در فرانسه فروکش کرده بود، دربارهٔ الی توانست در ۴۷ سینمای فرانسه به نمایش درآید.

### نمایش در آمریکا
فیلم دربارهٔ الی در سال ۲۰۱۵ در آمریکا به نمایش درآمد و در فهرست ۱۰ فیلم برتر سال ۲۰۱۵ میلادی توسط جک کویل منتقد سینمایی خبرگزاری آسوشیتدپرس قرار گرفت..

### دیگر کشورها
همچنین این فیلم در کشورهای مجارستان، پرتغال، قبرس، انگلیس، ایتالیا، بلژیک، رومانی، یونان، برزیل، لهستان، استرالیا، ژاپن، اسپانیا، چک و فنلاند به نمایش درآمده است.

## نظرها و تحلیل
- دیتر کسلیک مدیر جشنواره فیلم برلین این فیلم را نشانه‌ای از آغاز موجی نو در سینمای ایران دانست.[۶]
- این فیلم در نظرسنجی منتقدان و نویسندگان ماهنامه سینمایی فیلم به عنوان یکی از بهترین فیلم‌های تاریخ سینمای ایران انتخاب شده است.
- خبرگزاری فرانسه از این فیلم به عنوان «درامی ایرانی که قلب‌ها را شکست»، یاد کرده است.[۱۲]
- دیوید بوردول، منتقد و نظریه‌پرداز سینمای جهان با دیدن این فیلم آن را یک شاهکار و بهترین فیلم سال جهان تا به حال خوانده است.[۱۳]
- رابرت دنیرو در حاشیه جشنواره ترابیکا در مورد این فیلم گفت: جهان شمولی شخصیت‌ها و مضامین در کنار کارگردانی که این داستان را مسحورکننده ساخته، موجب شده است تا دربارهٔ الی مرزهای جهانی را فرو بریزد و درک ما از دنیای مشترک مان را تعمیق ببخشد.[۱۴]
- لی مارشال، منتقد سینمایی نشریه اسکرین اینترنشنال، پیرامون دربارهٔ الی نوشت: این فیلم یکی از بهترین فیلم‌های چند سال اخیر سینمای ایران است که از کلیت باصلابتی برخوردار است. این یکی از آن معدود فیلم‌هایی است که به‌عنوان یک درام رضایت‌بخش، می‌توان آن را صرفاً معطوف به یک طبقه خاص دانست اما با این وجود از یک زندگی درونی مستقل و غنی برخوردار است.
- نشریه مایکل اتکینسون به اکران این فیلم در آمریکا واکنش نشان داده و نوشت: اگر پیش از این تحت‌تاثیر فیلم‌های «جدایی» و «گذشته» قرار گرفته‌اید، به‌طور یقین از قدرت نیروی ناب داستان‌گویی فرهادی آگاهید. فیلم‌های فرهادی بالغ و صریح هستند و فیلم‌سازی او متمایز و واضح است. در هر فیلم بار اصلی بر دوش داستان‌های به دقت ساختار یافته اوست و در انتها بحران همیشه در رابطه با جنسیت است.
- به مناسبت اکران فیلم در آمریکا استیون هولدن، منتقد نیویورک تایمز، یادداشتی مفصل دربارهٔ این اثر اصغر فرهادی نوشت: نگاه کردن به دربارهٔ الی زیباست. آسمان و دریای همیشه در حال تغییر به فیلم نوعی احساس دمدمی بودن را می‌بخشد که آنقدر قابل حس کردن است که به نظر می‌رسد خود اقلیم هم یکی از شخصیت‌های اصلی فیلم باشد و دارد اتفاق‌هایی را که می‌افتند دیکته می‌کند، این آب و هوا است که حکمرانی می‌کند.
- آلیسا سیمون در ورایتی در مورد این فیلم نوشت: برای بسیاری از افراد، نیمه اول این فیلم ممکن است حتی خسته‌کننده، با پالس قدیمی و رفتار نا مشخص باشد، اما پس از یک حادثه تلخ و شوک‌آور در ۴۵ دقیقه انتهایی، فرهادی یک تریلر پر رمز و راز و پرتنش را به شما عرضه می‌کند.
- اندی گرین در نشریه پاپ اینسونیاکس نوشت: دربارهٔ الی از آن فیلم‌هایی است که بدون اینکه هیچ پیش زمینه‌ای دربارهٔ موضوع فیلم داشته باشید، خواهان دیدنش می‌شوید. من از دیدن فیلم لذت بردم، و همچنان در حال بازیابی خودم، پس از تماشای این شاهکار اصغر فرهادی هستم.[۱۵]
- دیوید ادلستین نوشت: دربارهٔ الی به‌طور چشمگیری، از سطح دیگر فیلم‌هایی که از فرهادی دیده‌ام، متفاوت است. فرهادی از فضا مانند یک استاد استفاده می‌کند.
- گادفری چشایر می‌گوید: از لحاظ فرمی فرهادی تلاش بسیاری می‌کند تا فیلم دربارهٔ الی را در سطح واقع گرایانه نگاه دارد و در عین حال لایه‌های اخلاقی و وجدانی شخصیت‌ها شود. استفاده از دوربین روی دست، استفاده حداقلی از موسیقی و جایگزینی آن با صدای دریا، دیالوگ و بازی‌های غیر تصنعی نشانه‌هایی از تلاش کارگردان است. همچنین او با گرفتن برخی کادرهای بسته از شخصیت‌های داستان سعی می‌کند بیننده را با خود او و افکارش درگیر کند و توجه او را از محیط شلوغ اطراف کم کند و با این وجود سکانس ابتدای فیلم همانند برخی دیگر از فیلم‌های فرهادی نمادین و برجسته است.

## جوایز

### داخلی
| مراسم                                      | تاریخ        | بخش                           | نامزد                        | نتیجه    | جایزه        | منبع   |
| ------------------------------------------ | ------------ | ----------------------------- | ---------------------------- | -------- | ------------ | ------ |
| جشنواره فیلم فجر                           | ۲۲ بهمن ۱۳۸۷ | بهترین فیلم                   | اصغر فرهادی و سید محمود رضوی | نامزدشده | سیمرغ بلورین | [ ۱۶ ] |
| جشنواره فیلم فجر                           | ۲۲ بهمن ۱۳۸۷ | بهترین کارگردانی              | اصغر فرهادی                  | برنده    | سیمرغ بلورین | [ ۱۶ ] |
| جشنواره فیلم فجر                           | ۲۲ بهمن ۱۳۸۷ | بهترین بازیگر نقش اول مرد     | شهاب حسینی                   | نامزدشده | سیمرغ بلورین | [ ۱۶ ] |
| جشنواره فیلم فجر                           | ۲۲ بهمن ۱۳۸۷ | بهترین بازیگر نقش مکمل مرد    | صابر ابر                     | نامزدشده | سیمرغ بلورین | [ ۱۶ ] |
| جشنواره فیلم فجر                           | ۲۲ بهمن ۱۳۸۷ | بهترین بازیگر نقش مکمل زن     | مریلا زارعی                  | نامزدشده | سیمرغ بلورین | [ ۱۶ ] |
| جشنواره فیلم فجر                           | ۲۲ بهمن ۱۳۸۷ | بهترین فیلمنامه               | اصغر فرهادی                  | نامزدشده | سیمرغ بلورین | [ ۱۶ ] |
| جشنواره فیلم فجر                           | ۲۲ بهمن ۱۳۸۷ | بهترین فیلم‌برداری             | حسین جعفریان                 | نامزدشده | سیمرغ بلورین | [ ۱۶ ] |
| جشنواره فیلم فجر                           | ۲۲ بهمن ۱۳۸۷ | بهترین تدوین                  | هایده صفی‌یاری                | نامزدشده | سیمرغ بلورین | [ ۱۶ ] |
| جشنواره فیلم فجر                           | ۲۲ بهمن ۱۳۸۷ | بهترین صداگذاری               | حسن زاهدی                    | برنده    | سیمرغ بلورین | [ ۱۶ ] |
| جشنواره فیلم فجر                           | ۲۲ بهمن ۱۳۸۷ | بهترین چهره‌پردازی             | مهرداد میرکیانی              | نامزدشده | سیمرغ بلورین | [ ۱۶ ] |
| جشنواره فیلم فجر                           | ۲۲ بهمن ۱۳۸۷ | بهترین فیلم از نگاه تماشاگران | اصغر فرهادی                  | برنده    | سیمرغ بلورین | [ ۱۶ ] |
| جشن خانه سینما                             | ۱۳۸۹         | بهترین فیلم                   | سید محمود رضوی و اصغر فرهادی | برنده    | تندیس زرین   |        |
| جشن خانه سینما                             | ۱۳۸۹         | بهترین کارگردانی              | اصغر فرهادی                  | برنده    | تندیس زرین   |        |
| جشن خانه سینما                             | ۱۳۸۹         | بهترین بازیگر نقش اول مرد     | شهاب حسینی                   | برنده    | تندیس زرین   |        |
| جشن خانه سینما                             | ۱۳۸۹         | بهترین بازیگر نقش مکمل مرد    | صابر ابر                     | برنده    | تندیس زرین   |        |
| جشن خانه سینما                             | ۱۳۸۹         | بهترین بازیگر نقش مکمل زن     | مریلا زارعی                  | برنده    | تندیس زرین   |        |
| جشن خانه سینما                             | ۱۳۸۹         | بهترین تدوین                  | هایده صفی‌یاری                | برنده    | تندیس زرین   |        |
| جشن انجمن منتقدان و نویسندگان سینمای ایران | ۱۳۸۹         | بهترین فیلم                   | سید محمود رضوی و اصغر فرهادی | برنده    | تندیس        |        |

### بین‌المللی
- برنده خرس نقره‌ای برای بهترین کارگردان - جشنواره بین‌المللی فیلم برلین ۲۰۰۹ (اصغر فرهادی)[۱۷]
- نامزد خرس طلایی بهترین فیلم - جشنواره بین‌المللی فیلم برلین ۲۰۰۹
- نامزد اولیه جایزه بهترین فیلم خارجی‌زبان - جایزه گلدن گلوب ۲۰۰۹
- برنده جایزه بهترین فیلم - جشنواره فیلم ترایبکا ۲۰۰۹
- برنده جایزه بهترین فیلم داستانی جشنواره - جشنواره فیلم ترایبکا ۲۰۰۹[۱۸]
- برنده جایزه بهترین فیلم روزنامه استاندارد - جشنواره بین‌المللی فیلم وین ۲۰۰۹
- برنده جایزه بهترین فیلمنامه - جشنواره فیلم آسیا پاسیفیک ۲۰۰۹
- نامزد جایزه بهترین فیلم - جشنواره فیلم آسیا پاسیفیک ۲۰۰۹
- برنده جایزه ویژه هیئت داوران - جشنواره فیلم آسیا پاسیفیک ۲۰۰۹
- برنده جایزه نتپک - جشنواره بین‌المللی فیلم بریزبن ۲۰۰۹
- نامزد هوگو طلایی بهترین فیلم - جشنواره بین‌المللی فیلم شیکاگو ۲۰۰۹
- برنده جایزه قرقاول طلایی - جشنواره بین‌المللی فیلم کرالا ۲۰۰۹[۱۹]
- برنده جایزه سووارنا چاکورام بهترین فیلم - جشنواره بین‌المللی فیلم کرالا ۲۰۰۹
- برنده جایزه ویژه هیئت داوران و جایزه بهترین فیلم‌نامه - جوایز اسکرین آسیا پاسیفیک ۲۰۰۹
- برنده جایزه ویژه هیئت داوران و بهترین فیلم از نگاه تماشاگران - جشنواره فیلم آسیاتیکا ۲۰۰۹
- نامزد جایزه قورباغه طلایی - جشنواره کمرا ایمیج ۲۰۰۹
- برنده جایزه ویژه هیئت داوران - جشنواره بین‌المللی فیلم سیاتل ۲۰۱۰
- برنده جایزه طلایی - جشنواره سینمایی فونچال ۲۰۱۰
- نامزد جایزه بهترین فیلمنامه - جشنواره فیلم هنگ کنگ ۲۰۱۰
- برنده جایزه بهترین کارگردانی - جشنواره فیلم هنگ کنگ ۲۰۱۰
- برنده جایزه بهترین فیلم و فیلم‌نامه - جشنواره سانتو دومینگو ۲۰۱۱
- برنده جایزه اتحاد رسانه‌های اروپا ۲۰۱۱

## حضور در اُسکار
در روز ۲۹ شهریور دربارهٔ الی از سوی هیئت معرفی فیلم برگزیده ایرانی به آکادمی علوم و هنرهای سینمایی برای شرکت در مراسم اسکار ۲۰۰۹ انتخاب شد. از بین تعداد زیادی فیلم که به آکادمی معرفی می‌شوند تنها ۵ فیلم به بخش پایانی مراسم راه می‌یابند.
همچنین در سال ۲۰۱۵ در پی اکران دربارهٔ الی در آمریکا و پیش‌بینی منتقدان به روایتی مبنی بر امکان حضور دربارهٔ الی در میان نامزدهای بهترین فیلم‌نامه اصلی اسکار ۲۰۱۶، از پیش بیشتر شد.

## نظرسنجی

### فیلم برگزیده تماشاگران جشنواره فجر در نیمه دوم دهه ۸۰ ایران
در جشنواره فیلم فجر، فیلم سینمایی دربارهٔ الی به کارگردانی اصغر فرهادی به عنوان فیلم برگزیده تماشاگران در نیمه دوم دهه ۸۰ انتخاب شد.
براساس این گزارش، در این نظرسنجی به ترتیب دربارهٔ الی با ۴۴ درصد آراء اول، جدایی نادر از سیمین با ۲۰ درصد آراء دوم، سنتوری با ۱۳ درصد آراء رتبه سوم را به‌دست آوردند.

### جزو ده فیلم برتر ۲۰۱۴–۲۰۱۵
به انتخاب خبرگزاری آسوشیتد پرس دربارهٔ الی با کسب رتبه دوم در میان ۱۰ فیلم برتر سال ۲۰۱۵ میلادی قرار گرفت.
بیش از ۵۰۰ نفر از اعضای شبکه منتقدان نشریه سینمایی ایندی‌وایر از سراسر جهان، فهرستی را از برترین فیلم‌های غیرانگلیسی سال از سال ۲۰۱۴ تا ۲۰۱۵ منتشر کردند. فیلم دربارهٔ الی ساخته اصغر فرهادی که در سال ۲۰۰۹ در ایران اکران شد و امسال پس از گذشت نزدیک به ۶ سال از تاریخ هشتم آوریل در سینماهای آمریکای شمالی به روی پرده رفت در فهرست برترین فیلم‌های خارجی (غیرانگلیسی) سال ۲۰۱۵ رتبه هشتم را به خود اختصاص داده است.